# ياهورينا
ياهورينا ((بالبوسنوية: Jahorina)‏، (بالصربية: Јахорина)‏) هو جبل في البوسنة والهرسك، يقع بالقُرب من بلدية بالي ويحُده جبل تريبيفيتش. يُعد الجبل جُزءا من سلسلة جبال الألب الدينارية، ويبلغ ارتفاع أعلى قمة فيه 1,910 متر (6,270 قدم). أُجريت في الجبل مُنافسات السيدات في رياضة التزلج على المنحدرات الثلجية خلال دورة الألعاب الأولمبية الشتوية لسنة 1984.